# Ombres xineses (La Dimensió Desconeguda)
"Ombres xineses" (títol original en anglès "Shadow Play") és el vint-i-sisè episodi de la segona temporada, i el 62è total de la sèrie de televisió d'antologia La Dimensió Desconeguda. Es va emetre originalment el 5 de maig de 1961 a CBS. Ha estat doblat al català i emès per TV3.

## Narració d'obertura
| « | Adam Grant, un tipus d'home indiscutible, declarat culpable d'assassinat i condemnat a la cadira elèctrica. Com tots els altres criminals atrapats a les rodes de la justícia, té por, fins a la medul·la dels seus ossos. Però no és la presó el que l'espanta, les llargues i silencioses nits d'espera, el lent camí cap a la petita habitació o fins i tot la mort mateixa. És una altra cosa que subjecta a Adam Grant amb l'adherència calenta i suada de la por, una cosa pitjor que qualsevol càstig que ofereix aquest món, una cosa que només es troba a la Dimensió Desconeguda. | » |

## Argument
Un jurat considera Adam Grant culpable d'assassinat i el jutge el condemna a mort. Grant riu amb desesperació, després exclama que es nega a morir de nou. Intenta frenèticament dir als presents, inclòs el fiscal de districte Henry Ritchie i l'editor de diaris Paul Carson, que està somiant i, si és executat, tots deixaran d'existir. Tancat al corredor de la mort, Grant descriu l'experiència de morir a la cadira elèctrica al company de presó Jiggs amb detalls gràfics.
Més tard, un Carson borratxo apareix a casa de Ritchie. Ha estat parlant amb Grant i tem que el condemnat pugui estar dient la veritat. La dona de Ritchie, Carol, molesta per l'esclat de Carson, se'n va al llit d'hora i li diu al seu marit que hi ha bistecs gairebé a punt al forn. Carson li argumenta a Ritchie que les seves vides semblen impossiblement perfectes, i l'anima a explorar els seus propis dubtes.
De tornada a la presó, Grant espera que arribi en Ritchie, observant que en Jiggs no té un rellotge per indicar-li l'hora. Ritchie ve i tenen una conversa que Grant ha afirmat haver tingut abans amb altres DA, prou vegades per pronunciar les paraules de l'home mentre les diu. Ritchie li pregunta a Grant per què li importa morir si tot és un somni, i Grant li explica que està turmentat per tenir aquest mateix malson cada nit. Quan Ritchie marxa, Grant intenta demostrar que estan en un somni, predint que el bistec que la dona de Ritchie havia cuinat serà una altra cosa. Ritchie corre a casa i troba un rostit al forn.
Jiggs suggereix a Grant que intenti obtenir una exempció psiquiàtrica de l'execució. Per demostrar el seu seny a Jiggs, Grant assenyala errors lògics acceptats com a normals pels que l'envolten, com ara el fet que el seu judici, la sentència i l'execució es produeixen el mateix dia. Mentrestant, a casa de Ritchie, ell i Carson esperen la mitjanit, debatint la possibilitat que el temps d'execució coincideixi amb el que es mostra a les pel·lícules.
Mentre Grant espera que el portin a la cadira elèctrica, el pare Beaman el visita. Grant el recorda vagament com un veritable sacerdot que va morir quan era un nen. A més, recorda que Carson és realment el jove sacerdot que va substituir a Beaman, però lluita per col·locar a Ritchie. Carson finalment convenç a Ritchie que o bé Grant té raó o està boig, així que truca al governador per una suspensió de l'execució. Però la trucada arriba segons massa tard, Grant és executat i el món parpelleja.
Grant es troba de nou a la sala del jutjat. Està sent jutjat i condemnat a mort de nou per assassinat. Les mateixes persones l'envolten a la sala del tribunal, però les seves identitats i rols han canviat: Jiggs és ara el jutge, Carson és el cap del jurat, Phillips és el defensor públic de Grant.

## Narració de cloenda
| « | Sabem que un somni pot ser real, però qui mai va pensar que la realitat podria ser un somni? Existim, és clar, però, però com, de quina manera? Com creiem, com a éssers humans de carn i ossos, o simplement som part del malson febril i complicat d'algú? Penseu-hi, i després pregunteu-vos, vius aquí, en aquest país, en aquest món, o vius, en canvi, a la Dimensió Desconeguda? | » |

## Repartiment
- Dennis Weaver com Adam Grant
- Harry Townes com el fiscal de districte Henry Ritchie
- Wright King com a Paul Carson
- Bernie Hamilton com a Coley
- William Edmonson com a Jiggs
- Anne Barton com a Carol Ritchie
- Tommy Nello com a Phillips
- Mack Williams com el Pare Beaman
- Gene Roth com a jutge